# Даніела Дессі
Даніела Дессі (італ. Daniela Dessì; * 14 травня 1957, Генуя, Італія — † 20 серпня 2016, Брешія, Італія) — італійська оперна співачка, сопрано.

## Життєпис
Даніела Дессі народилася в музичній сім'ї, її мама та тітка вчилися співати професійно. Музичну освіту Даніела Дессі здобувала в консерваторії Парми і Музичній академії Кіджі в Сієні (Італія). У неї два дипломи — вокалістки і піаністки.
Свою кар'єру Дессі розпочинала в 1978 році як ліричне сопрано, вона співала твори Моцарта та інших композиторів XVIII століття. У 1980 році вона одержала перший приз на Міжнародному конкурсі, який організувало телебачення Італії (RAI TV), і дебютувала партією Графині в опері «Служниця-пані» італійського композитора Джованні Баттіста Перголезі. Згодом вона співала в зарубіжних оперних театрах з такими диригентами, як Рікардо Муті, Клаудіо Аббадо та Джеймс Лівайн.
У репертуарі Даніели Дессі понад шістдесят опер, від Монтеверді до Прокоф'єва. Особливе місце займають опери Верді та Россіні. Після того, як вона заспівала багато різної музики і відчула, що її ліричне сопрано досить зміцніло, вона перейшла до лірико-драматичних партій. У 1992 році відбувся її американський дебют у ролі Недди в опері Руджеро Леонкавалло «Паяци».

## Нагороди
- 2015: Премія «Золотий лебідь» (Cigno d’Oro)[2]
- 2013: Премія «Оперний Оскар»[it]
- 2010: Премія Гоффредо Петрассі
- 2010: Премія Флав'яно Лабо[it]
- 2009: Премія Operaclick
- 2009: Премія міста Варезе
- 2009: Премія Мирти Габарді
- 2009: Пентаграма Золотого міста Марната
- 2008 : Премія Франко Абб'яті
- 2007: Regina della Lirica dalla Associazione Tiberini a San Lorenzo in Campo
- 2007: Міжнародна премія «Музи», Муза Евтерпа[3]
- Арена «Арена Зенателло» у Вероні
- Премія міста Бавіо
- Премія Джакомо Пуччіні Торре-дель-Лаго
- Регіо Чилеа ді Реджо-ді-Калабрія
- Gigli d'Oro Comune di Recanati
- Пріо Лігурія, муніципалітет Генуї
- Преміо Е. Мацолені Палермо
- Mascagni d'Oro Bagnara di Romagna
- Приз Джудітта Паста Саронно